# Michal Novotný (spisovatel)
Michal Novotný (* 7. června 1942 Praha) je český spisovatel, básník a překladatel, autor knih pro děti a ze sportovního prostředí, bývalý ředitel Nadace českého literárního fondu.
Pochází z umělecké rodiny, jeho otcem byl Jiří Novotný, významný architekt uměleckého spolku Mánes, a matkou Alena Novotná Gutfreundová, ilustrátorka a malířka. Po ukončení studia na Fakultě politické ekonomie Vysoké školy ekonomické v Praze (1965) studoval politologii na Centre Européen Universitaire v Nancy. V letech 1973-74 pracoval v Pražské památkové péči, kde byl ve funkci náměstka ředitele, pak byl zaměstnán až do roku 1990 v různých dělnických profesích. Po roce 1989 se stal ředitelem Nadace českého literárního fondu a tuto funkci zastával až do odchodu do starobního důchodu.

## Dílo
- Písek v zubech, (ilustrace Martin Stejskal), Klub čs. bibliofilů, 1992
- Jistý pan G., Dauphin, 2000
- To byla doba, Týnská literární kavárna, 2007
- Černá zrna, Pulchra, 2014
- Zápisky grafomanovy, Pulchra, 2017

## Překlady
- Brenner, Jacques, Skříňka s jedy, Mladá fronta, 1987
- Wogenscky, André, Le Corbusierovy ruce, Nakladatelství ARCH, ABF nadace, 1991
- Brautigan, Richard, Expres Tokio-Montana, Jota, 1994
- Lévy, Bernard-Henri, Poslední dny Charlese Baudelaira, Jota, 1997
- Joris Karl Huysmans, Tam dole, Jota, 1997
- Leiris, Michel, Aurora, Dauphin, 1997
- André Breton, Antologie černého humoru, Concordia, 2007
- Marcel Proust, Jean Santeuil, Academia, 2010